# Richard Lowenstein
Richard Lowenstein (* 1. března 1959, Melbourne, Austrálie) je australský filmař. Napsal, produkoval a režíroval celovečerní filmy Strikebound (1984), Dogs in Space (1986) nebo He Died with a Felafel in His Hand (2001). Dále se podílel na hudebním videu pro kapely jako INXS nebo U2, koncertní filmy Australian Made: The Movie (1987), U2: LoveTown (1989) a televizní reklamy.

## Filmografie
- Evictions (1979)
- Strikebound (1984)
- White City: The Music Movie (1985)
- INXS: The Swing and Other Stories (kompilace hudebních videí, 1985)
- Dogs in Space (1986)[1]
- Australian Made: The Movie (záznam koncertu, 1987)
- INXS: Kick: The Video Flick (kompilace hudebních videí, 1988)
- U2: LoveTown (záznam koncertu, 1989)
- Say a Little Prayer (1993)
- Naked: Stories of Men – Ghost Story (televizní film, 1996)
- He Died with a Felafel in His Hand (2001)[2]
- U2: The Best of 1980–1990 (kompilace hudebních videí, 2002)
- I'm Only Looking: The Best of INXS (kompilace hudebních videí, 2004)
- We're Living on Dogfood (dokumentární film který byl obsažen v DVD reedici Dogs in Space, 2009)
- Autoluminescent (documentární film o životě Rowlanda S. Howarda,[3] 2011)

## Hudební videa
- The Ears – "Leap for Lunch" (1980)[4]
- Hunters & Collectors – "Talking to a Stranger" (1982), "Lumps of Lead" (1982)[1]
- The Church – "It's no Reason" (1983)
- Tim Finn – "Fraction Too Much Friction" (1983),[1] "Staring at the Embers" (1983), "Through the Years" (1983)
- Jo Jo Zep & The Falcons – "Taxi Mary" (1984)
- Jules Taylor – "Rock Daddy" (1984)
- Cold Chisel – "Saturday Night" (1984)
- INXS – "Burn for You" (1984), "All the Voices" (1984), Dancing on the Jetty", (1984), "What You Need" (1985)[1] "Listen Like Thieves" (1986), "Need You Tonight"/"Mediate" (1987), "Never Tear Us Apart" (1988), "New Sensation" (1988), "Guns in the Sky" (1988), "Suicide Blonde" (1990), "By My Side" (1991), "Bitter Tears" (1991), "Heaven Sent" (1992), "Taste It" (1992), "The Gift" (1993), "Cut Your Roses Down" (1993)
- Models – "Barbados" (1985)
- Pete Townshend – "Face the Face" (1985), "Secondhand Love" (1985), "Give Blood" (1985)
- Big Pig – "Hungry Town" (1986)[5] "Boy Wonder" (1988)
- Crowded House – "Mean to Me" (1986), "Into Temptation" (1988)
- Michael Hutchence – "Rooms for the Memory" (1987)
- U2 – "Desire" (1988), "Angel of Harlem" (1988)
- Max Q – "Way of the World" (1989), "Sometimes" (1990)
- Jenny Morris – "Saved Me" (1989)